# Victor Loturi
Victor Loturi (Calgary, 21 de mayo de 2001) es un futbolista canadiense que juega en la demarcación de centrocampista para el CF Montréal de la Major League Soccer.

## Selección nacional
Hizo su debut con la selección de fútbol de Trinidad y Tobago el 24 de marzo de 2023 en un encuentro de la Copa de Oro de la Concacaf 2023 contra Cuba que finalizó con un resultado de 0-3 a favor del combinado trinitense tras los goles de Liam Millar, Junior Hoilett, Jonathan Osorio y Jayden Nelson para Canadá, y de Luis Paradela y Maikel Reyes para el combinado cubano.

## Clubes
| Club                 | País    | Año       | Partidos | Goles |
| -------------------- | ------- | --------- | -------- | ----- |
| Cavalry FC           | Canadá  | 2019      | 2        | 0     |
| Calgary Foothills FC | Canadá  | 2020      | 0        | 0     |
| Cavalry FC           | Canadá  | 2021-22   | 45       | 2     |
| Ross County FC       | Escocia | 2022-2025 | 66       | 1     |
| CF Montréal          | Canadá  | 2025-     | 0        | 0     |